# 城壁

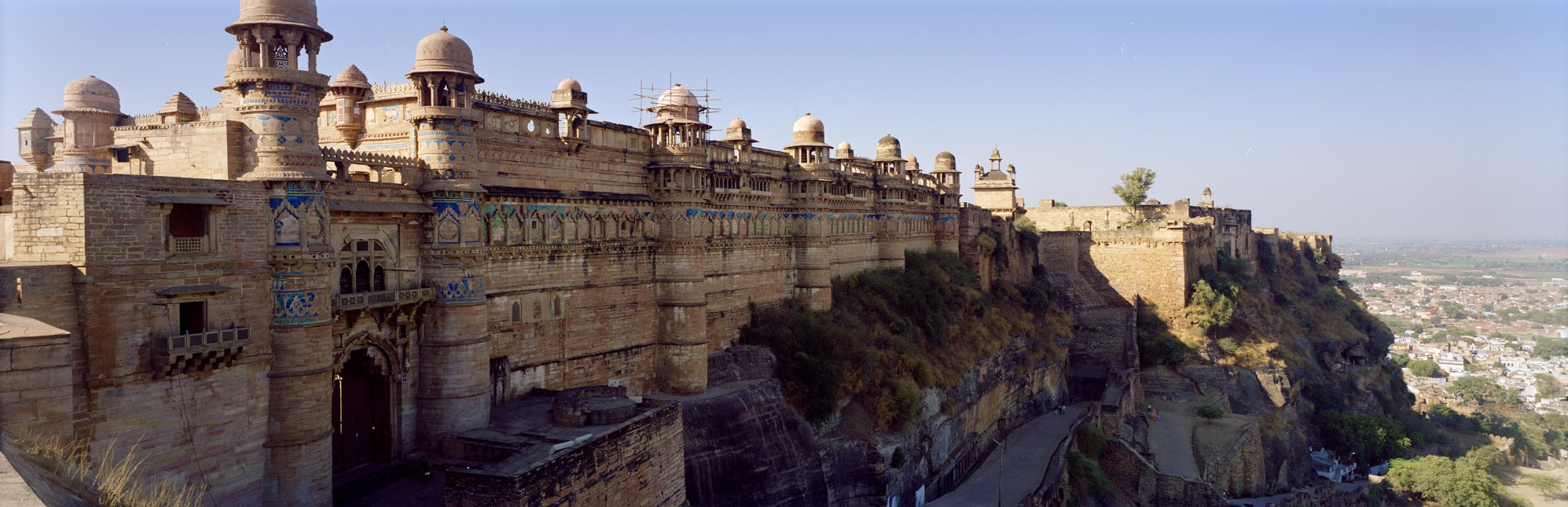
グワーリヤル城の城壁

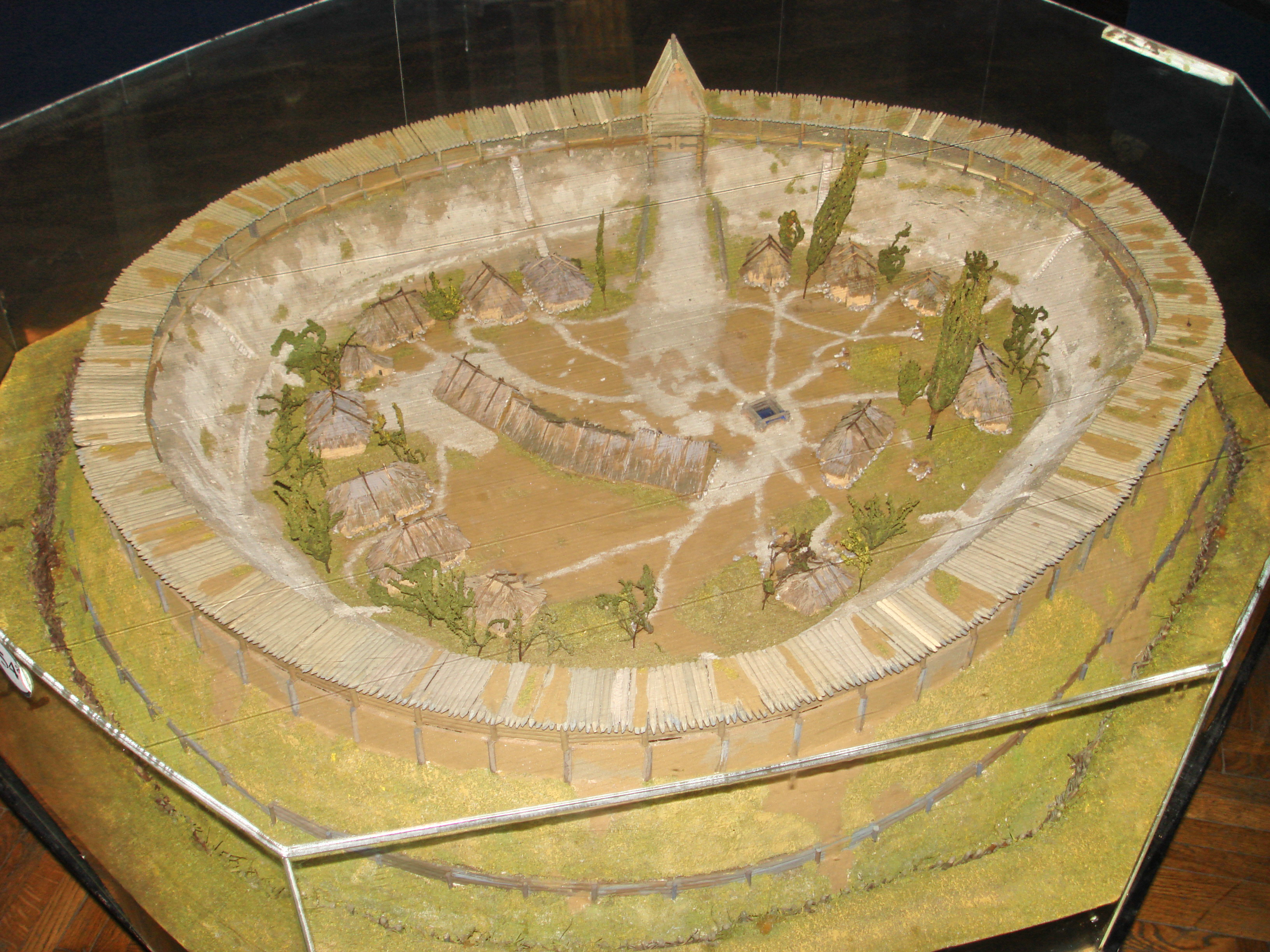
モルドバ共和国エキマウツィの9世紀の城壁模型

城壁（じょうへき、ラテン語: moenia、フランス語: muraille、英語: defensive wall）
は、城の周囲を囲んで建設された防御壁のことである。城郭都市では都市全体を囲い、また境界線（国境）上に建設し、外敵の攻撃から内側を守る。構造材は石材、レンガ、木材、土（版築）など様々なものがある。日本では城（正確には城砦）の石垣・塀を指すことも多い。

## 世界の城壁

### 日本

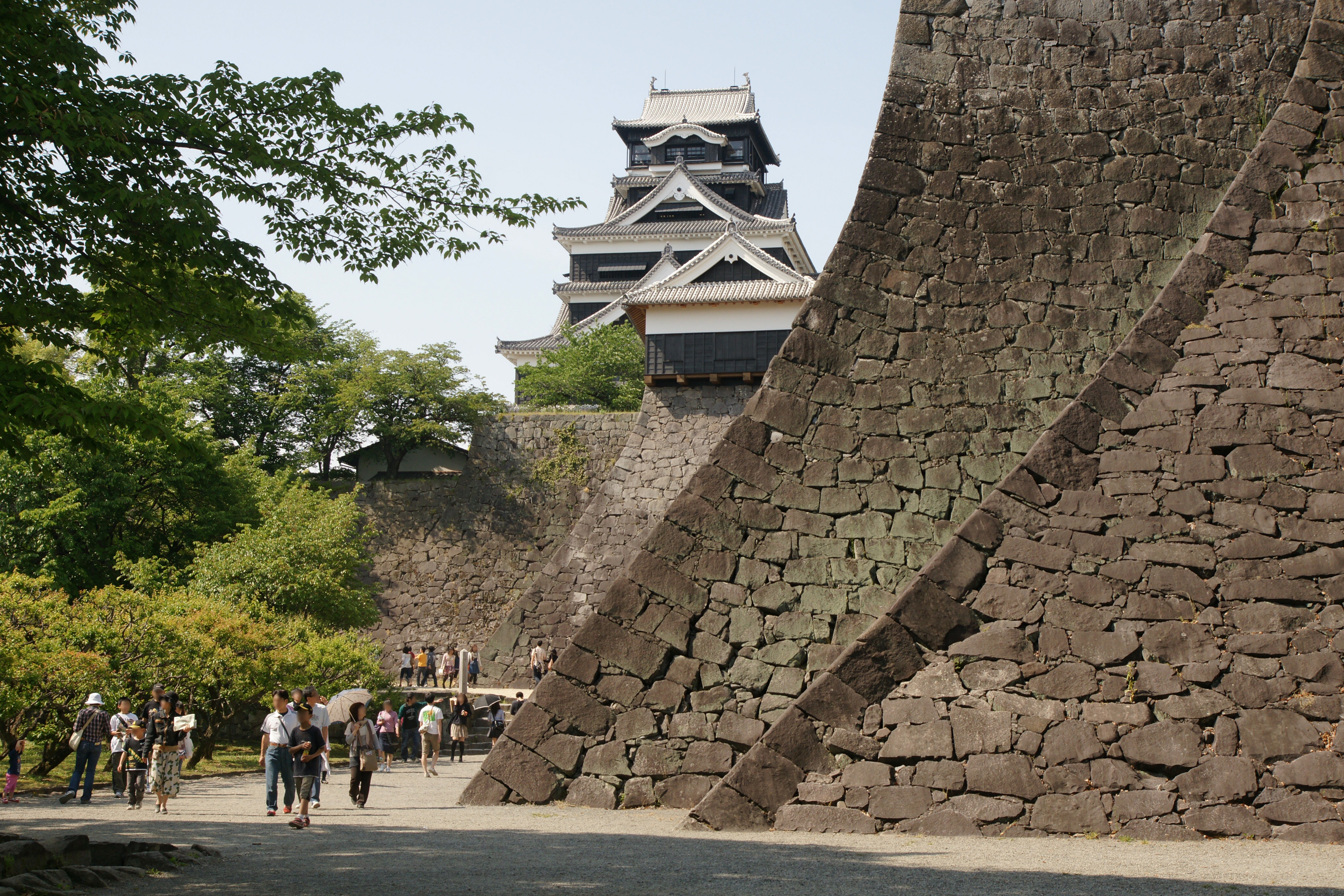
熊本城の石垣
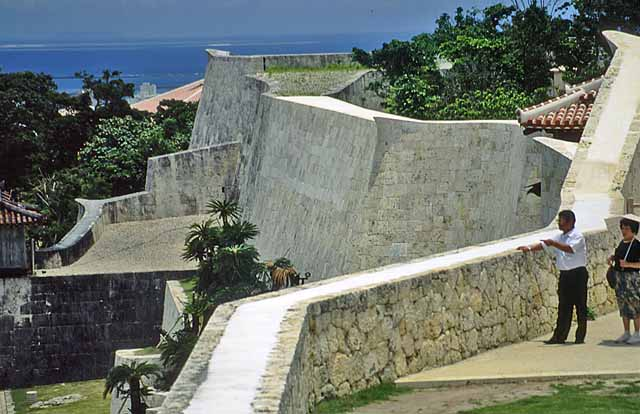
首里城の石垣

日本の古代の都市（都城）では周囲を壁（羅城）で囲み、4方に門がつくられた。内部の治安を守るために、夕刻になると門の扉を閉じ、翌朝まで外部のものが入れなくした。日本の武士の城は、最初簡単な土塁、板塀、築地塀を用いていたものが多かったが、戦国時代になると、次第に築城のための技術も競われ、次第に強固で背の高い石垣が作られるようになり、「武者返し」という、裾が広く上にゆくにしたがい傾斜がきつくなるもので登ることが極めて困難で、防御力の非常に高い石垣がつくられるようになった。熊本城や江戸城の石垣はきわめて巨大なものとなっている。
萩城、熊本城などでは、石垣の上に木造の城がせり出すように建てられており、いざ敵が石垣を登ろうとすると、下方にひらいた戸をあけ、そこから石や湯 等々を落として攻撃するということも行われた。

### 中国
中国で完璧に近い形で現存する古代の城壁は、平遥市壁、西安城壁、荊州城壁、興城城壁である。それ以外の南京城などでも一部残っており、保護活動も行われている。

### ヨーロッパ

#### 概要と構造
城壁（Enceinte, Defensive wall）とは、市街地や城を包囲して防御機能を果たす幕壁（カーテンウォール）及び城壁塔・堡塁などの一連の構築物のこと。初期の単純な形の城壁は、城壁上部の歩廊に狭間（Crenellation）付き胸壁（Battlement）を備えた壁で、しばしば狭間窓（射眼）が設けられていることもあった。攻城技術の発達に伴い、城壁の構築技術は13世紀頃にかけて頂点に達した。城壁には壁面から突出する半円形の塔（側防塔）を配し、そこに矢狭間を設けることで城壁に取り付く敵兵に左右から射掛けることが可能となった。幕壁部分の下部に傾斜面を設けることで、掘削による壁の破壊を難しくし、攻城塔が取り付きにくくすると共に、この傾斜面が幕壁を分厚くすることで砲撃に対するより高い抵抗力を持つようになった。幕壁（カーテンウォール）には一定間隔で塔（側防塔など）が造られ、塔の戦術上の重要性が認識されてくるとその間隔は短くなっていった。この塔は防衛目的のために造られた側防塔（Defensive Tower）のほか、戦術上有利な地点に設けられたタレット（Turret）や張り出し櫓（Bartizan）、主に居住空間を提供した居住塔（Lodging Tower）などがあった。一部の城では、城壁や塔の頂上部に屋根状の木造構造物を架けたものもあり、これを櫓（Hoardings）という。櫓は風雨をしのぎ弓矢による攻撃を避けるだけでなく、壁面上にせり出した櫓の構造が連続した出し狭間（石落とし）の役割を果たし城壁正面の領域を直接支配するために造られたものである。
城（城壁）には少なくとも一箇所の城門（Gateway）があり、一基の塔内部に門が組み込まれている場合（Gate tower）と、1〜2基の塔が門の脇を固めている場合のいずれかであった。13世紀になると、城門とキープの機能を兼ね備えた楼門（ゲートハウス）が造られるようになった。この楼門は双子の円筒型の塔の間に四角形の居住用建物が追加されたものが多かった。城門を閉じるために、跳ね橋（Drawbridge）、落とし格子（Portcullis）及び門扉が備えられるのが一般的であった。さらに防御機能を強化するため、門の外側に要塞化した小堡（バービカン）が設けられることもあった。

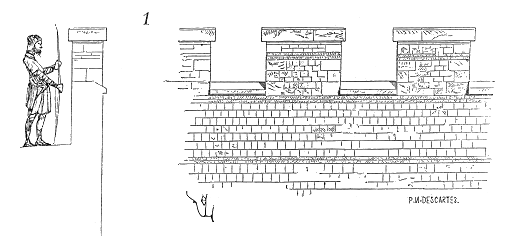
狭間（凹部）付き胸壁
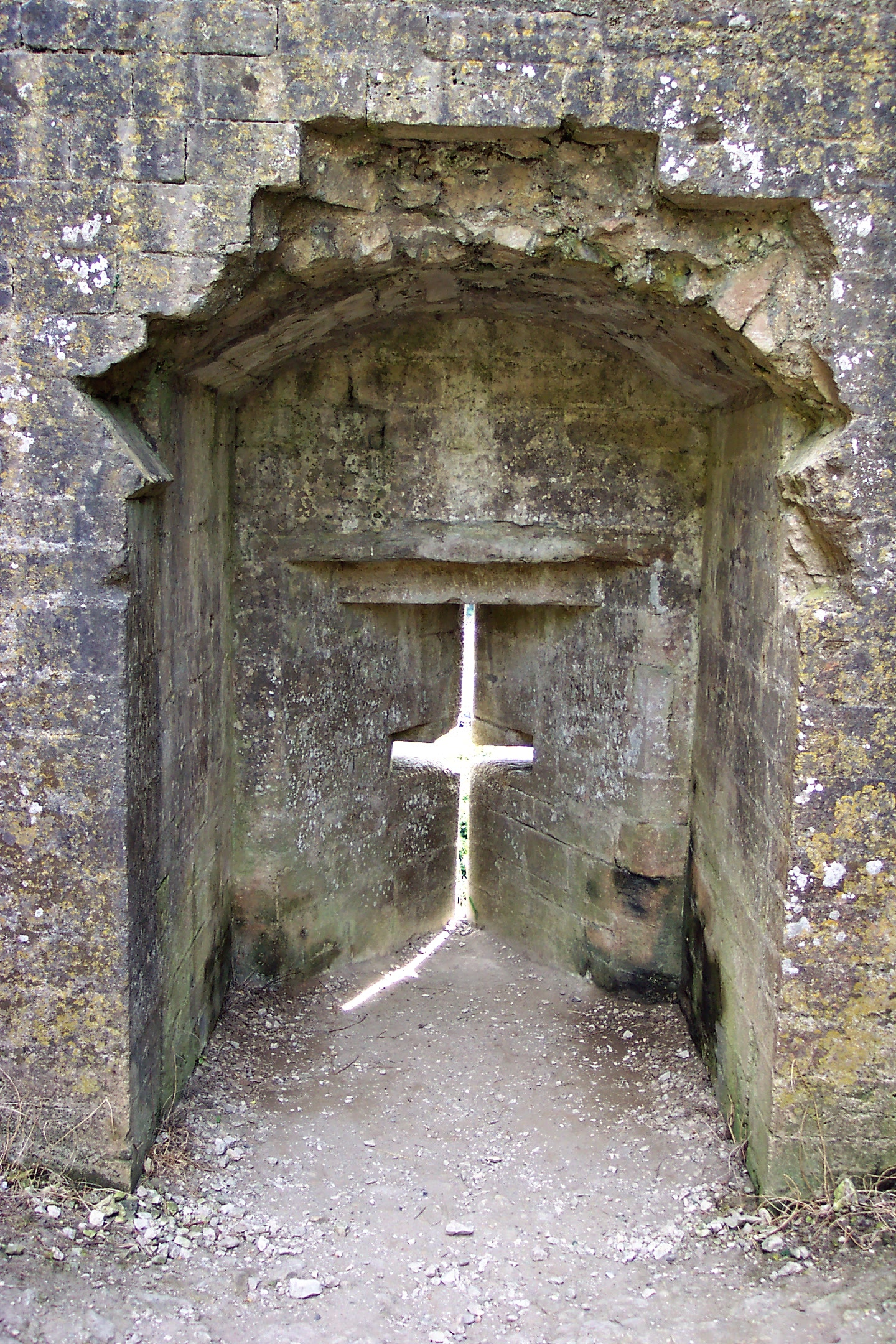
狭間窓（射眼）
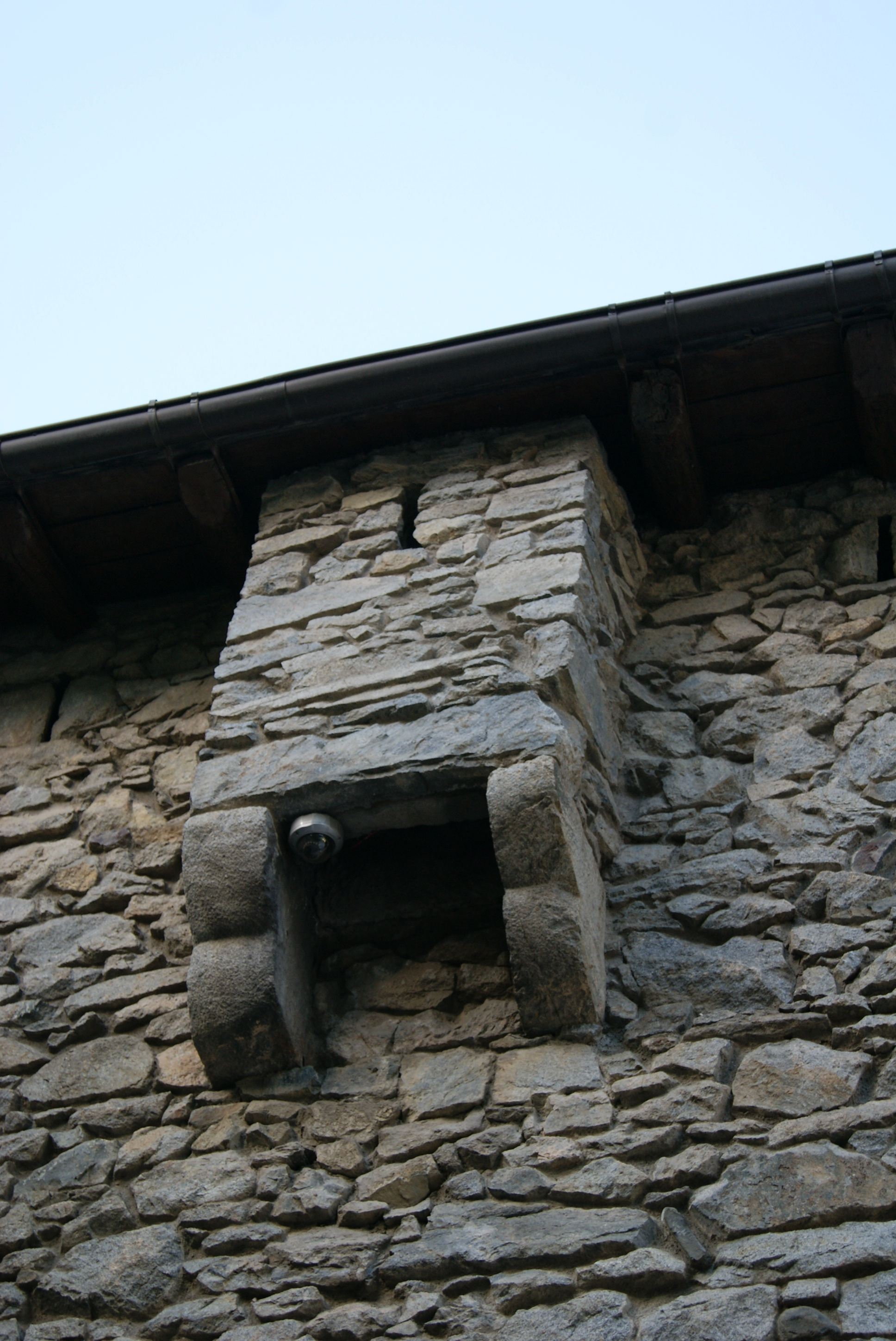
出し狭間（石落とし）
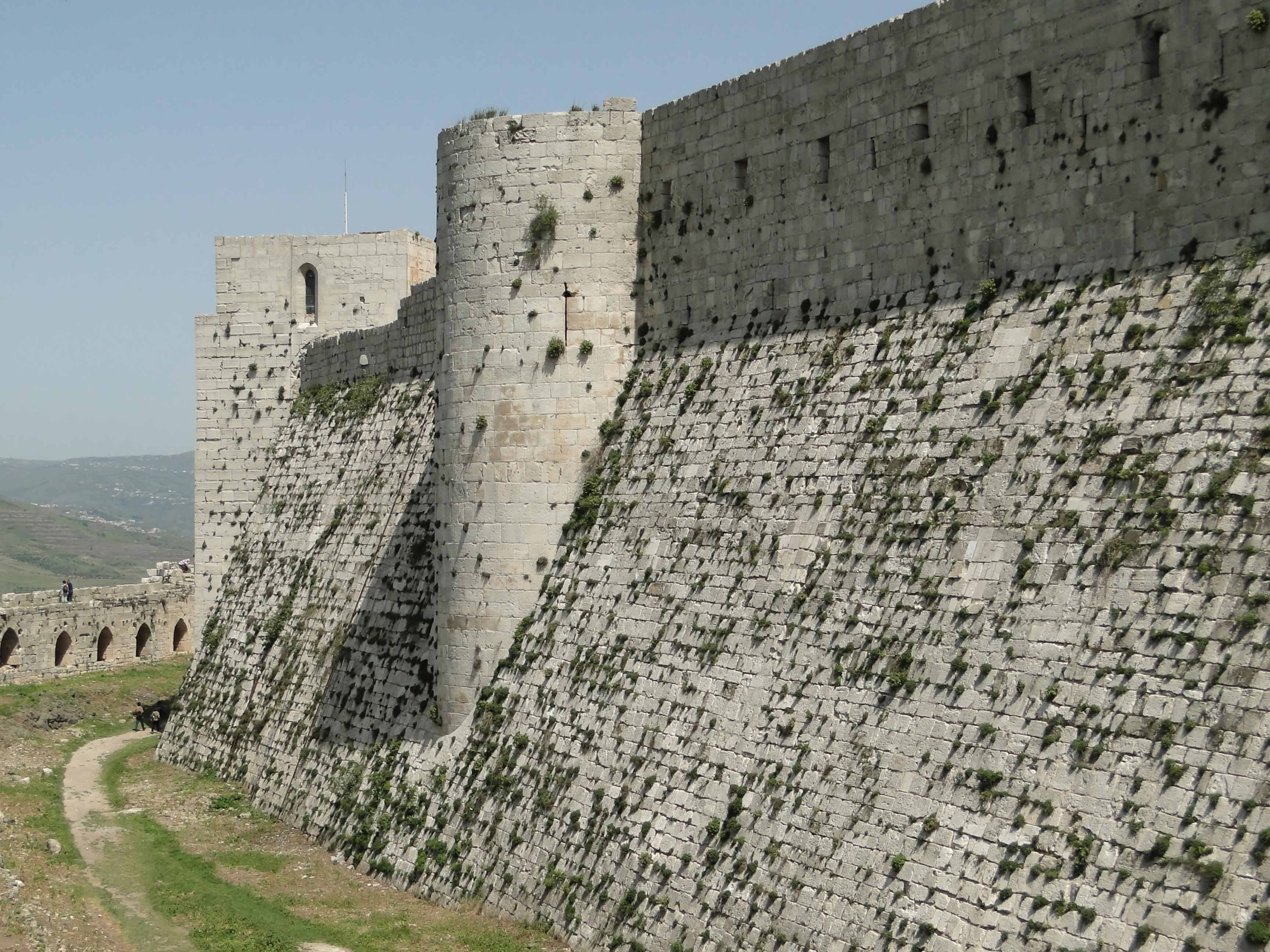
側防塔と幕壁の傾斜面
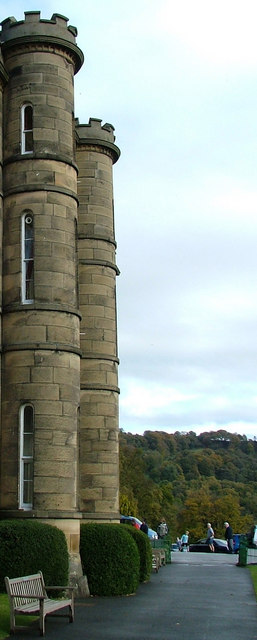
小塔 Turrets
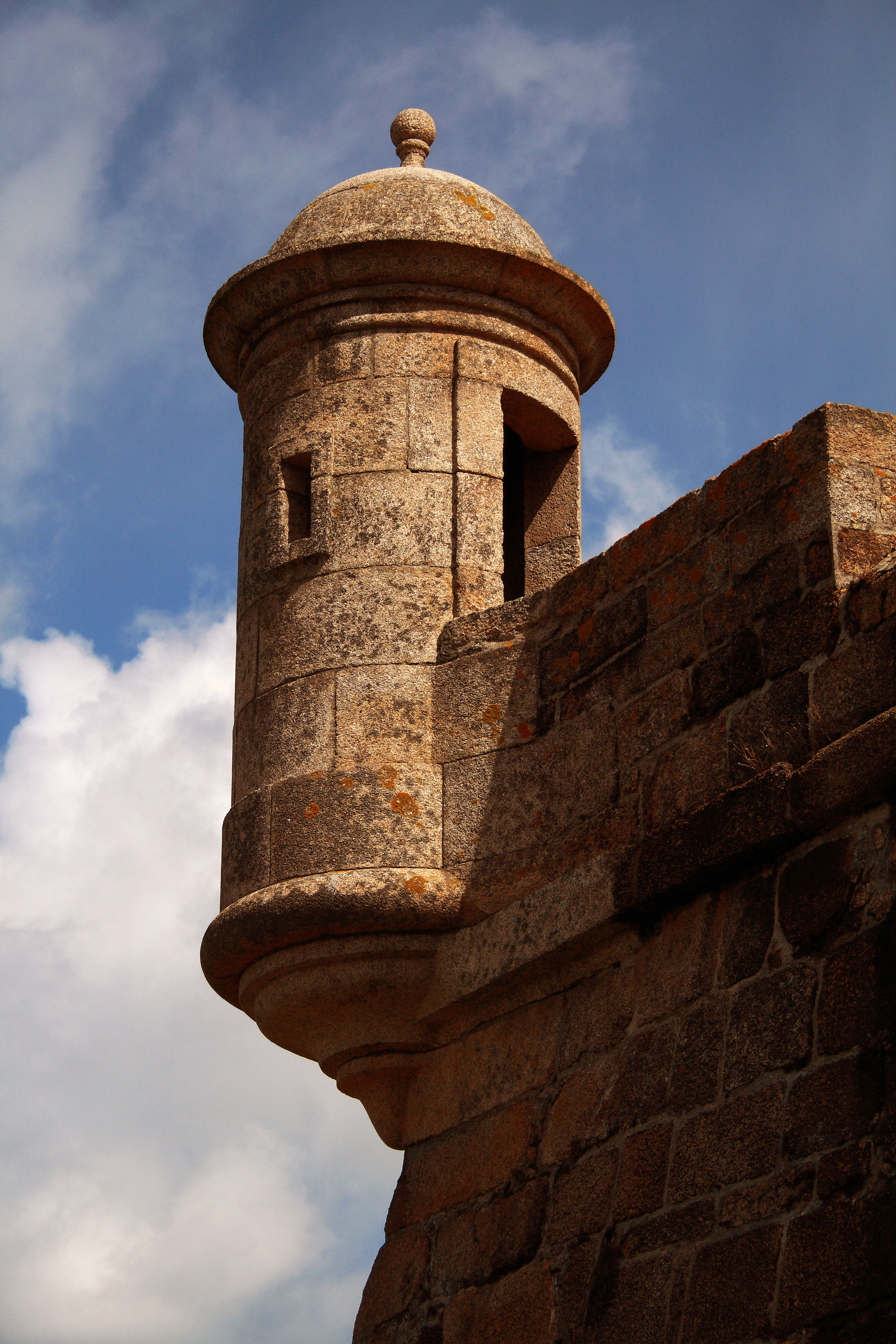
張り出し櫓 Bartizan
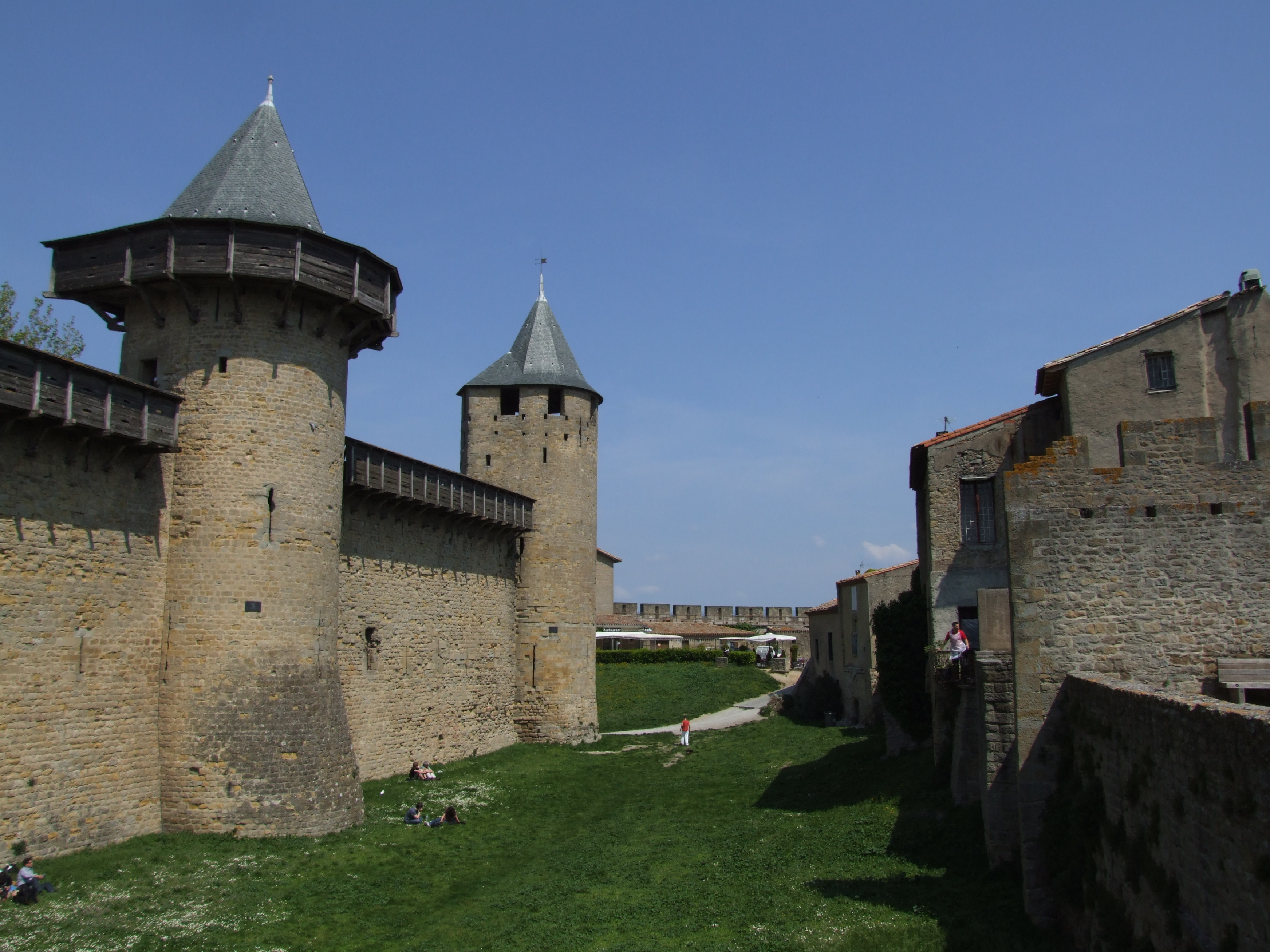
塔や城壁の上部に造られた櫓
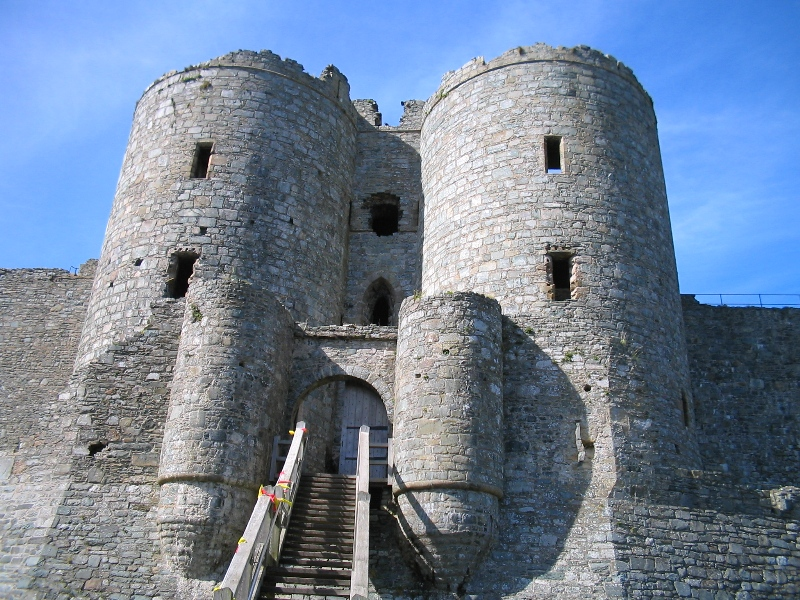
楼門（ゲートハウス）
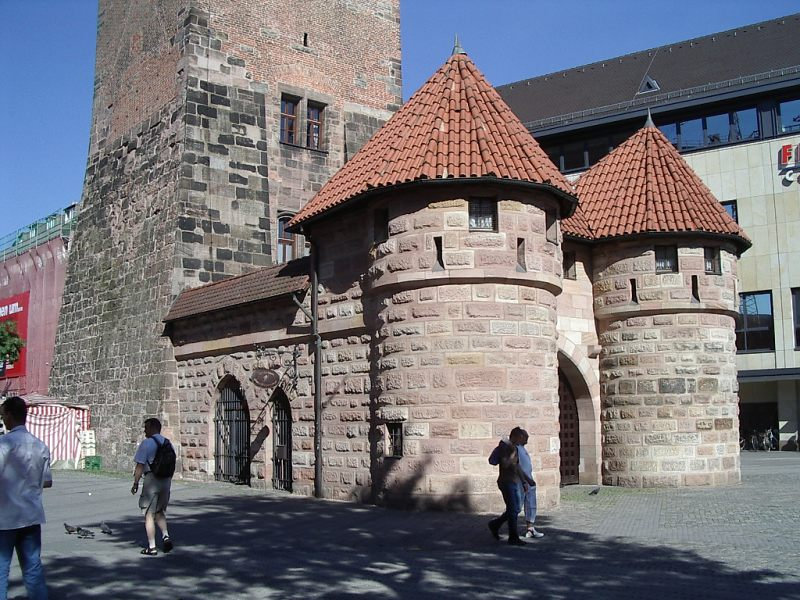
小堡（バービカン）

#### 攻城兵器と防衛

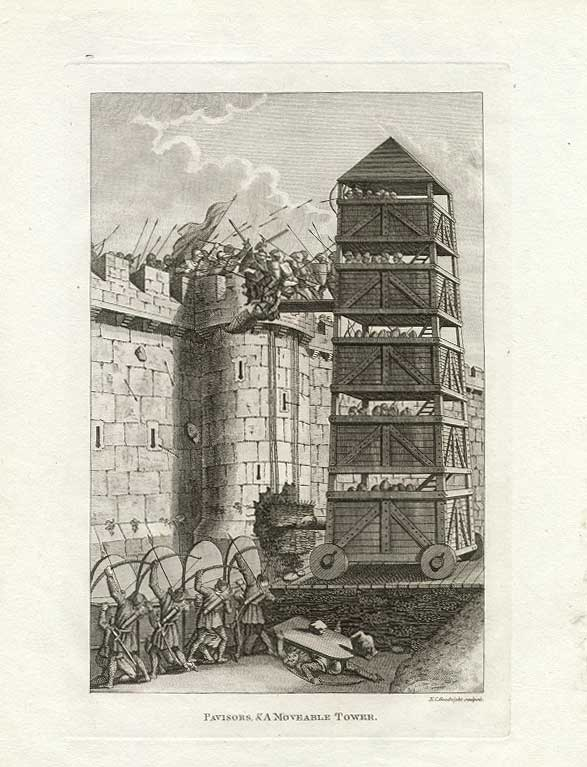
攻城塔

古代における攻城兵器は破城槌、カタパルト (投石機)、オナガー (投石機)、攻城塔などであった。中世になると、これらに加えてバリスタ（大型弩砲）、トレビュシェット（改良型投石機）などが加わり、近世になると大砲が用いられるようになった。
城壁を用いて防衛する側は、古代においては弓矢で反撃したり、胸壁や出し狭間（石落とし）から石や煮えたぎった油、湯や糞尿を落としたりして抵抗した。中世になるとクロスボウも使われるようになった。

#### 歴史
古代

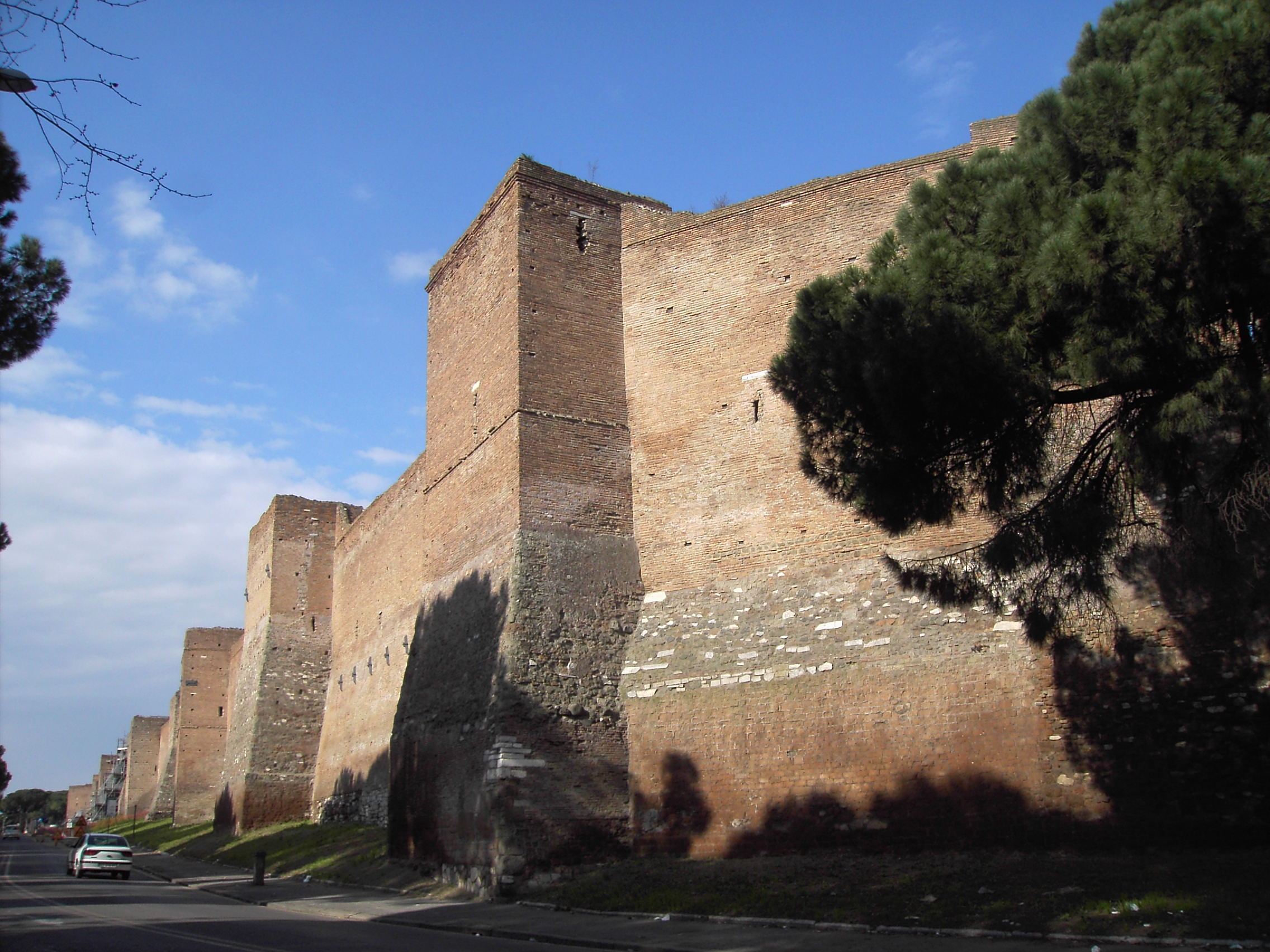
古代ローマのアウレリアヌス城壁

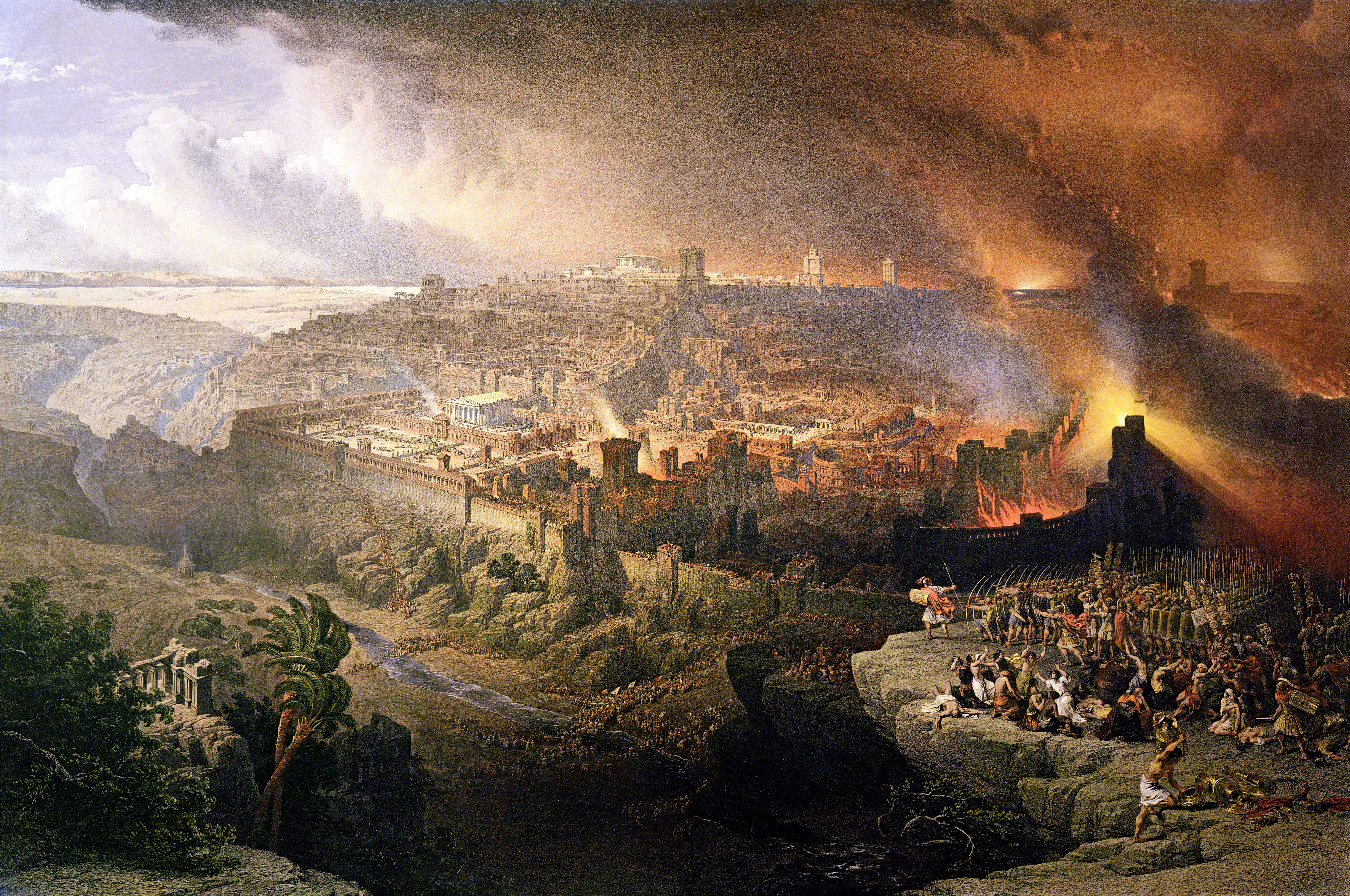
エルサレム攻囲戦 (AD.70年)で炎上する城郭都市エルサレム

中近東を含めたこの地域では文明が興り都市が形成されるとその周囲に城壁（囲壁）を巡らしていたが、これは街の防護と戦時の拠点とするためだった。古代ギリシアや古代ローマにおいても都市の防護に城壁が用いられた。例えば、古代のエルサレムは堅固な城壁に守られた重厚な城郭都市であったとされ、また共和政ローマ時代の首都ローマにも都市を守る城壁（囲壁）であるセルウィウス城壁が築かれていた。また一時的なものであるが、ローマ軍団は進軍した先で十分な防御能力を備えた陣地を構築しており、これも城の一種と見ることもできる。
古代ローマの全盛期になると、もはや侵入できる外敵が存在しなくなり、都市機能の拡大に合わせて城壁を拡大していく必要がなくなった。ローマ帝国の防衛は国境線に築かれた防壁リメス並びに軍団及び補給物資を迅速に投射できるローマ街道等の輸送路の維持によって行われていた。しかしながらローマ帝国が衰退する4世紀頃以降、ゲルマン人の侵入に対抗するため都市に城壁（囲壁）を築いて防衛する必要性が生じた。ローマ帝国最盛期には城壁を持たなかった首都ローマも、全周約19km・高さ8m・厚さ3.5mのローマン・コンクリートで造られたアウレリアヌス城壁で防御されることになった。
城壁の素材は地域や時代・建築技術の程度によって様々で、日干しレンガや焼きレンガ・石・木・土など様々である。なお『ガリア戦記』に記されているガリアの城壁は木を主体としたものであり、北西ヨーロッパに本格的に石造建築が導入されるのはローマ化以降のことである。ローマ帝国の最盛期には強固なローマン・コンクリートで城壁（囲壁）や塔が造られるようになっていた。
このように、古代地中海世界を含めて、10世紀半ばまでのヨーロッパには厳密に「城」と呼べるものは存在せず、主に都市や都市国家、広大な国家全体を囲んで防御する城壁（囲壁）や塔が造られていた。
中世

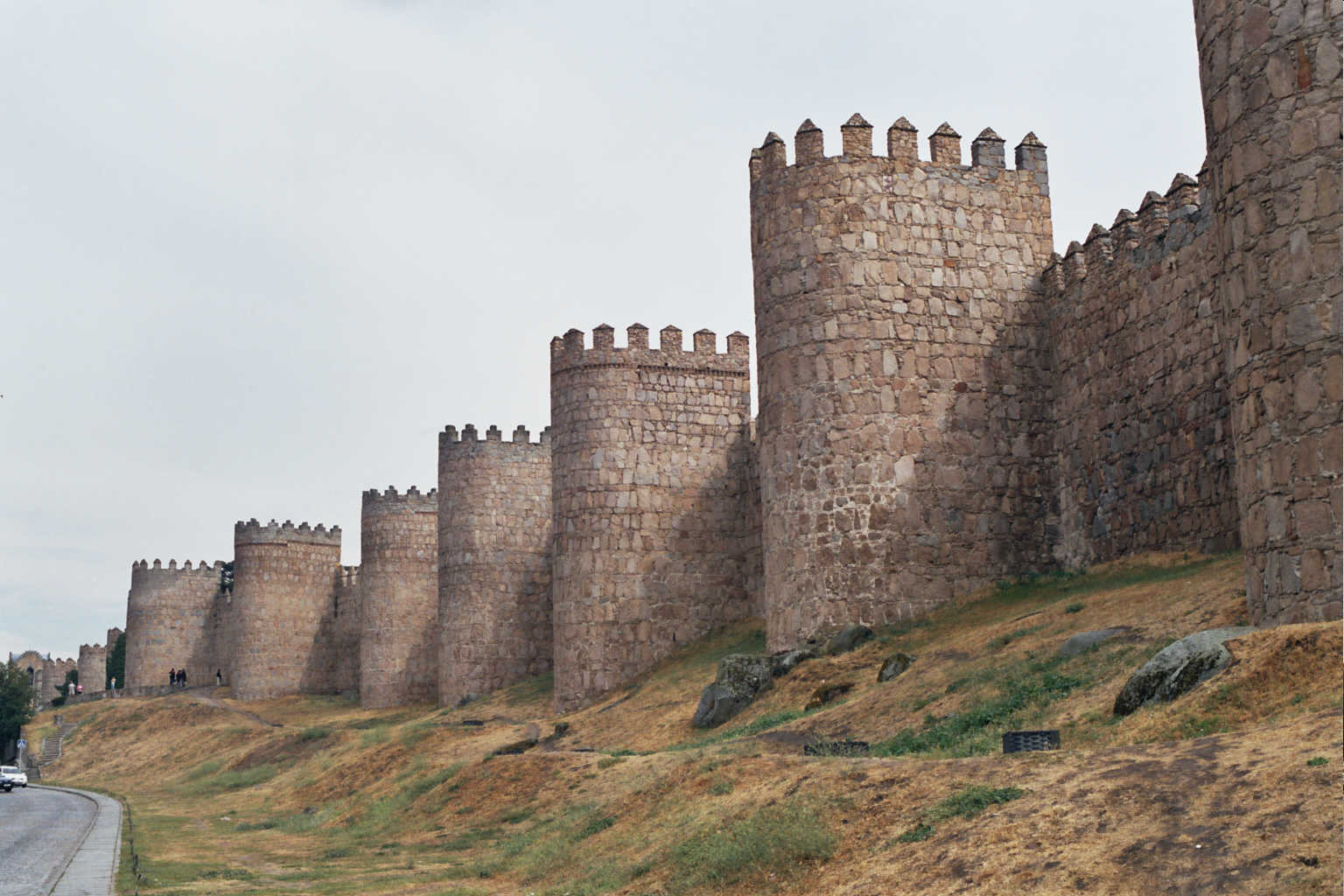
アビラの城壁

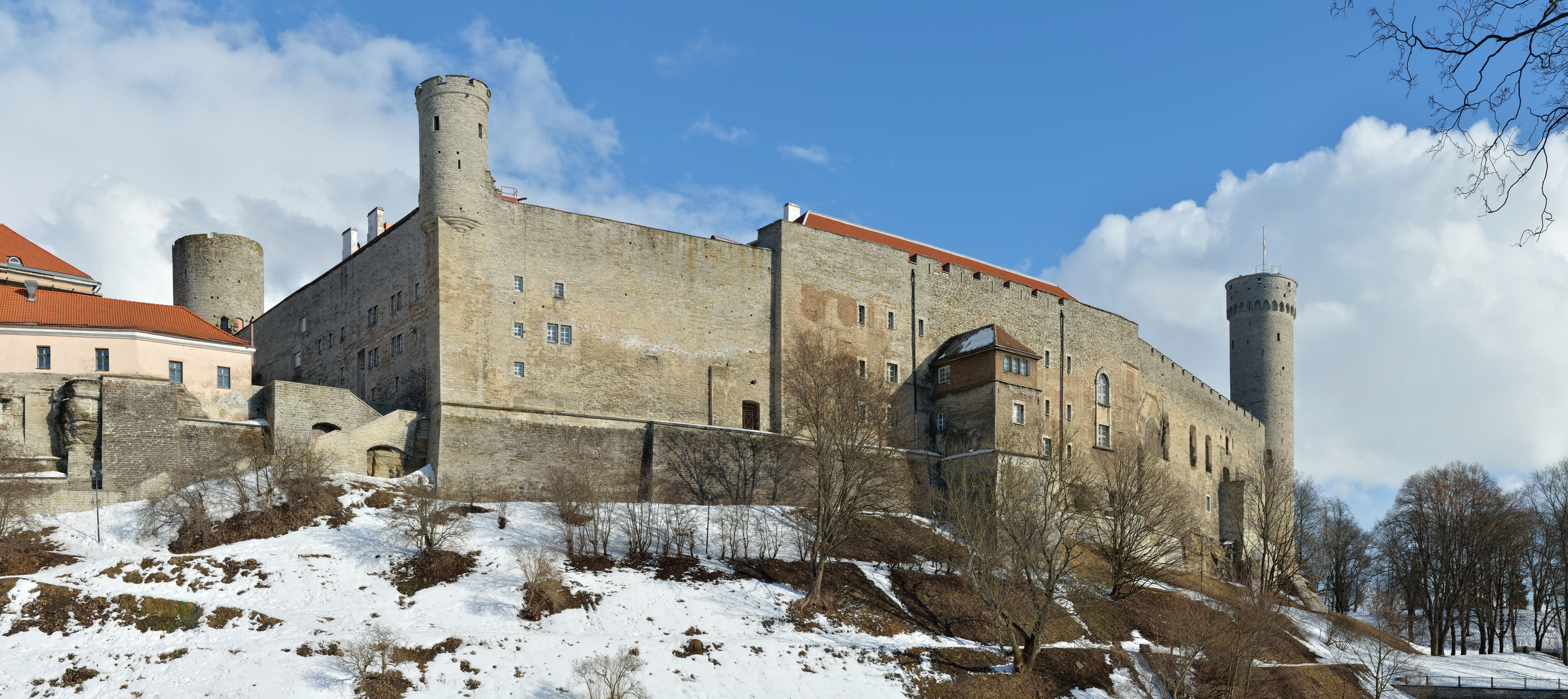
トームペア城の城壁

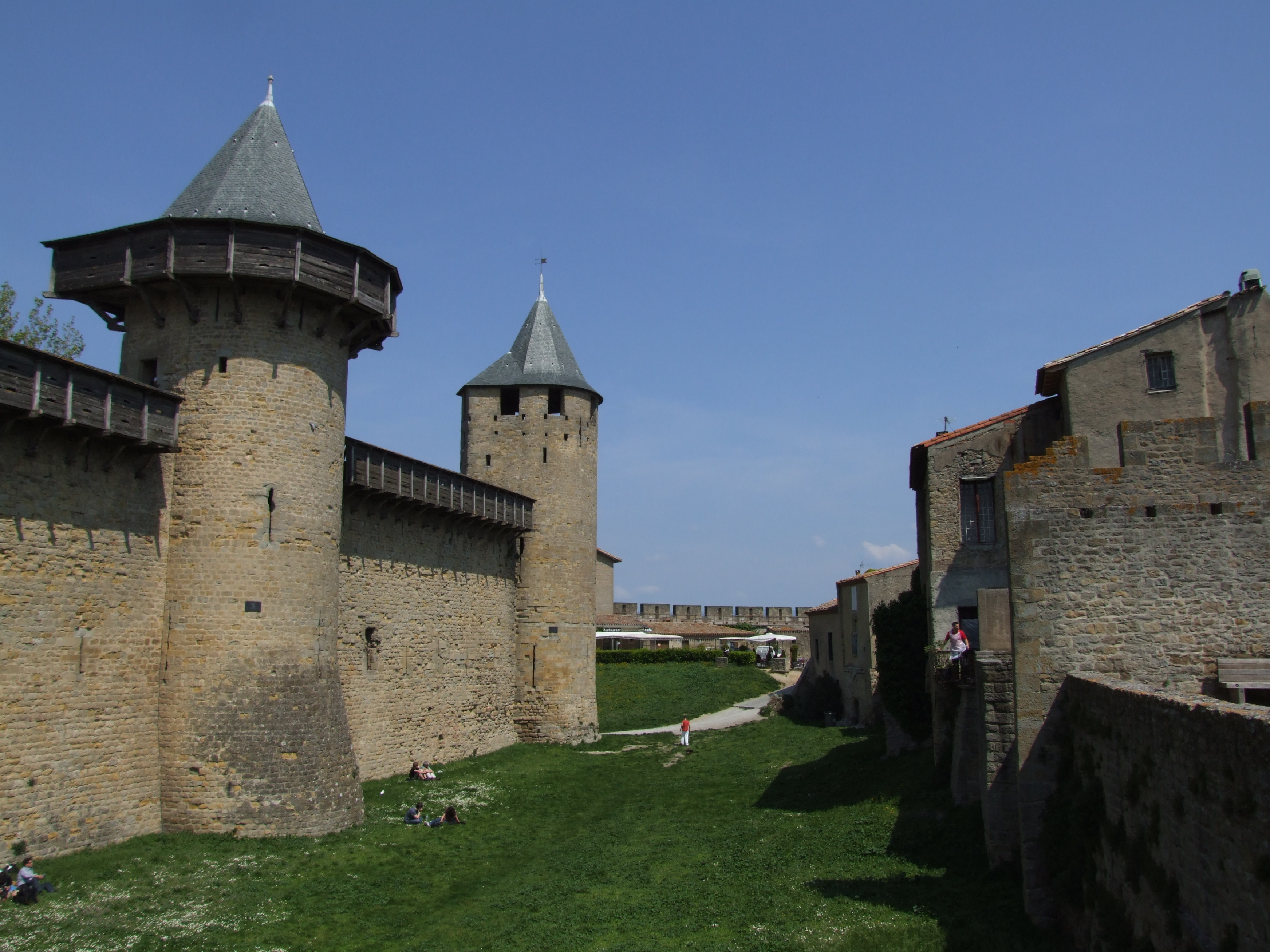
カルカソンヌの櫓つきの城壁

西ローマ帝国の消滅後、古代ローマの建築技術は急速に失われ、土塁並びに木造の塔や柵が再び主流をなす時代が訪れた。10世紀の終わり頃から城と呼べる建築物を作るようになった。これらも多くは木造の簡易なもので、代表的な形態がモット・アンド・ベーリー型であった。平地や丘陵地域の周辺の土を掘りだして、濠(空濠が多かった)を形成し、その土で小山と丘を盛り上げた。小山は粘土で固めてその頂上に木造または石造の塔(天守)を作った。この丘はモット（Motte）と呼ばれる。また、丘の脇または周囲の附属地を木造の外壁で囲んで、貯蔵所や住居などの城の施設を作った。この土地はベイリー（Bailey）と呼ばれた。また、多くの街も城壁を有する城郭都市となった。古い街の中には、古代ローマ時代の城壁を再建・補強して用いた場合もあった。都市権を得た都市のみが城壁を建設できる「市壁築造権」が定められた時代や国家もあった。
11世紀には、天守や外壁が石造りの城が建築されるようになるが、石造りの城は建造に長期間(数年)かかり費用も高額になるため、王や大貴族による建設が中心であり、地方では木造の城も多く残っていた。石造りの城壁には四角い塔が取り付けられ、幕壁（カーテンウォール）を守る形になった。
12世紀の十字軍の時代には、中東におけるビザンティン、アラブの技術を取り入れ、築城技術に革新的変化がみられた。集中式城郭と呼ばれる城は、モットの頂上に置かれた石造りの直方体の天守塔キープが、同心円状に配置された二重またはそれ以上の城壁で守られていた。内側に行く程、壁を高くして、外壁を破られても内側の防御が有利になるよう工夫されている場合もあった。石造りの城を攻撃するためには、地下道を掘って城壁を崩したり、攻城塔や破城槌を使う従前の方法だけでなく、12世紀後半には十字軍が中東から学んだカタパルト (投石機)が使われるようになる。投石機は50kgの石を200m余り飛ばすことが出来るものもあり、14世紀末に大砲にその役が取って代わられるまで城攻めの中心的兵器であった。この投石機より飛来する石弾の衝撃を逸し吸収するため、直方体の塔は多角形を経て円筒形になり、また壁の厚みも増していった。
12世紀後半から13世紀になり、塔や城壁に矢狭間を設けてクロスボウを用いて反撃を行うようになった。城壁には壁面から突出する半円形の塔（側防塔）を配し、そこに矢狭間を設けることで城壁に取り付く敵兵に左右から射掛けることが可能となった。こうして城の軍事的機能の中心は天守塔（キープ）から側防塔を配した城壁に移行していった。ついには、城とは強固な城門（ゲートハウス）と側防塔を配した城壁そのものとなり、城壁に内接する形で居住スペースなどの建物が配置された。
近世
14世紀頃に中国から伝わった黒色火薬の製造技術が大砲の製造を可能にした。15世紀中頃からは高炉技術の普及で鋳鉄を用いた「中型・小型の大砲」が大量生産されるようになる。15世紀の砲弾には炸薬や信管は無かったが、初速が大きく水平に近い軌道で飛ぶ砲弾の破壊力は大きかった。高い建造物は大砲の標的となったため城壁は高さよりも厚さを重視するようになり、さらに地下に掘り下げて建設され地上からはその姿を見いだせないような要塞型の城となっていく。もはや城壁のみでは戦略拠点を守ることはできなくなり、防衛施設としての主役の座を要塞や塹壕に明け渡すことになった。

## 城壁付きの庭園

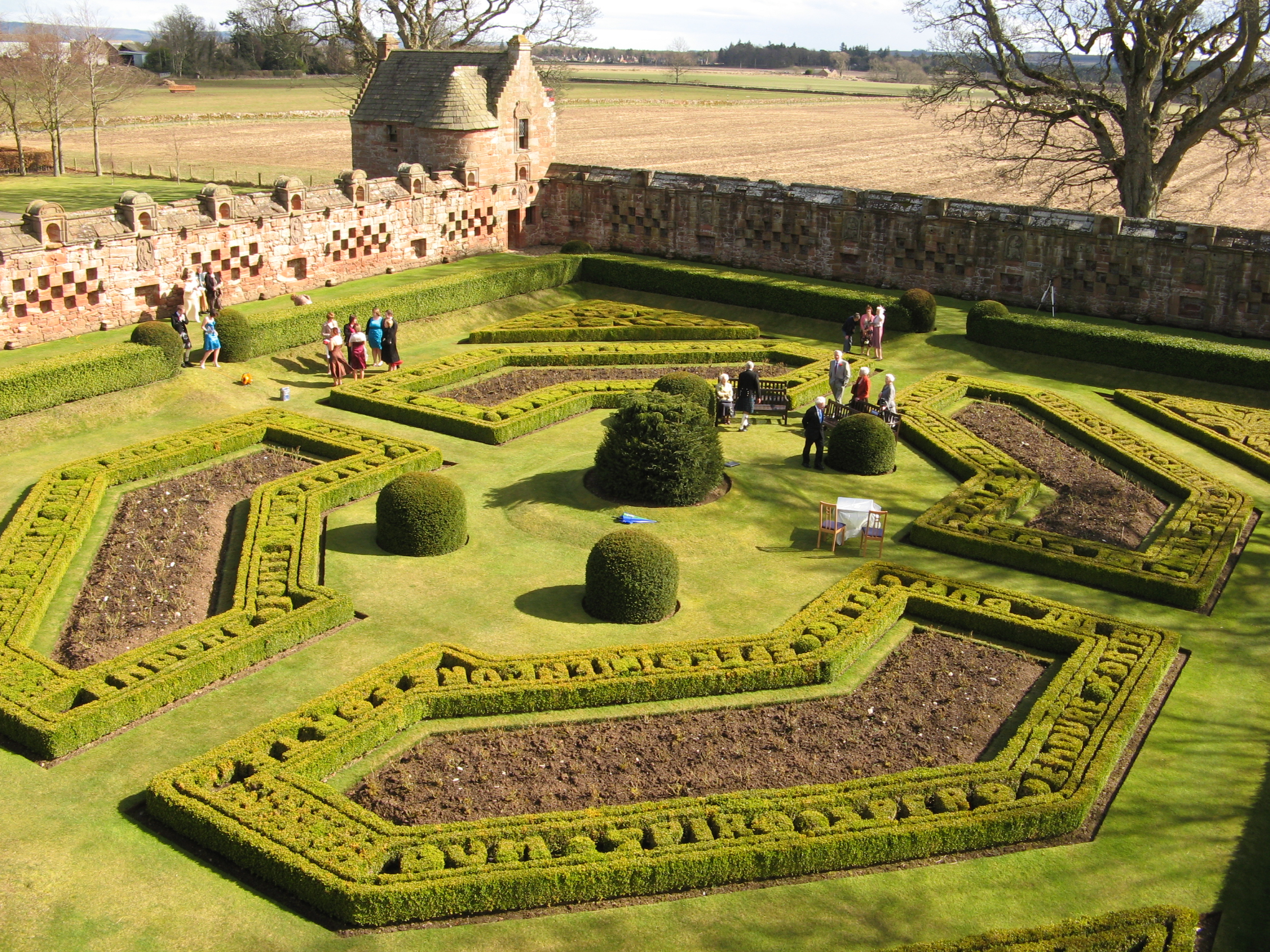
エッセル城の城壁付き庭園（スコットランド、17世紀初頭) が現存している

ヨーロッパでは城壁付きの庭園であるウォールド・ガーデン (Walled_garden) という形式の庭園がある。これは高い壁で囲まれた庭園で、防犯目的でもともとが動物や人間の侵入者から守るためにすべての庭園が囲われていた可能性がある一方、園芸目的の場合にも用いられている。例えばスコットランドのような寒い地域であるとこうした庭の壁の本質的な機能は風や霜から庭を守ることであるが、温帯気候帯の地域では装飾の目的も兼ねている場合もある。キッチン・ガーデンは壁に囲まれて外部遮断されることが非常に多く、通常、家の住人がいるであろう時間には「プレジャー・ガーデン」から必要なくなっていた庭師が庭仕事を続けられるようになっていった。 壁には暖房が施されることもあり、エスパリエとして育てられた果樹も植えられていた。

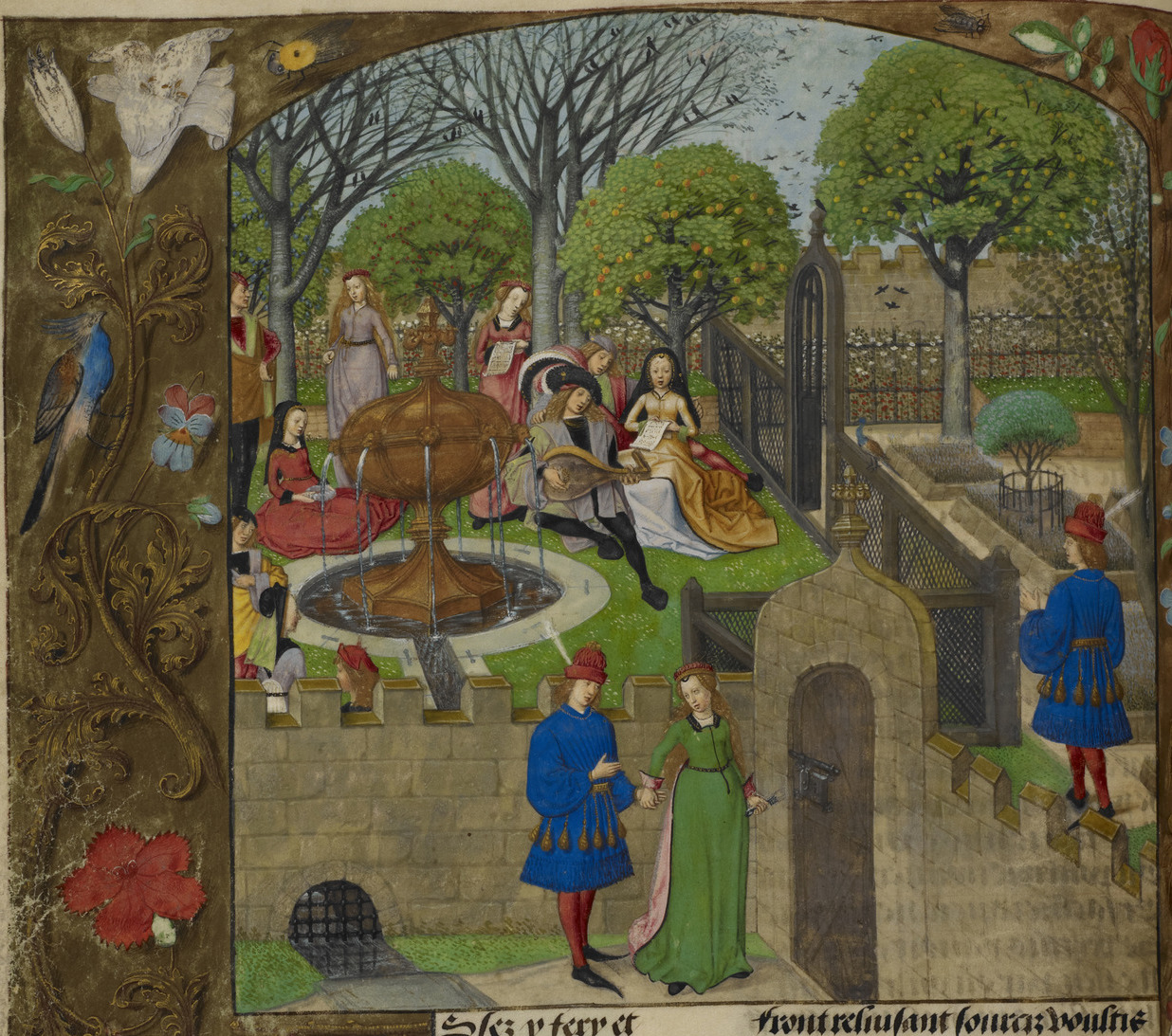
1490年代に描かれた細密画の細部には、庭の周囲に壁があり、その内側には様々な種類のフェンスがある様子が描かれている。壁に囲まれた庭を描いたミニアチュール。 石壁は芸術的な便宜のために非現実的な低さになっている

歴史的に見ても、また現在でも世界の多くの地域において、都市部でプライベートな屋外空間を持つほぼすべての住宅では、安全のために高い壁があり、どんな小さな庭でも壁で囲まれるのが既定路線となっている。農村の家屋やその他の建物、たとえば宗教的なものにも同じことが言える。
宮殿やほとんどのカントリーハウスでは、広大な庭も含めた敷地全体が壁で囲まれているか、少なくとも柵で囲まれていた。時には、ベルサイユ宮殿、バッキンガム宮殿、その他の多くの宮殿のように、住居の豪華さをアピールするために、境界の最も眺めのよい部分に金属の手すり（はるかに高価）が付けられていることもあったほか、もともと塀や生け垣があったところに、資金の許す限り塀を追加するケースもあった。特に地元の労働者を雇って壁を作ることは、金持ちの飢饉救済の方法として賞賛された。イギリス諸島のカントリーハウスの敷地を囲む多くの壁は、1840年代の「ジャガイモ飢饉」の時代に作られたものである。
こうして壁に囲まれた庭園の園芸的、社会的な利点から、キッチン・ガーデンもしばしば巨大な壁に囲まれた敷地内に形成されたり、壁に囲まれた区画を形成したりすることになった。1630年代のフランス王立植物園（現在のパリ植物園）は、全体敷地が壁に囲まれていたが、球根が貴重で盗まれやすいため、さらにその内側に壁を設けたチューリップの庭があったという。